# Rinkenburg (Berg)
Der Rinkenburg ist ein 726,9 m ü. NHN hoher Berg im baden-württembergischen Landkreis Ravensburg in Deutschland.

## Geographie

### Lage
Der Berg, eine Moräne des Rheingletschers, liegt im Gelbhartswald, östlich der Landesstraße 288, sein höchster Punkt rund zwei Kilometer nordöstlich der Wilhelmsdorfer Ortsmitte. Naturräumlich gehört der „Rinkenburg“ innerhalb des Voralpinen Hügel- und Moorlands zum Oberschwäbischen Hügelland.

### Schutzgebiete
Als dem Landschaftsschutzgebiet „Pfrunger Ried – Rinkenburg“ zugehörig, ist der Rinkenburg Teil einer großflächigen, typischen oberschwäbischen jüngeren kuppigen Schmelzwasserlandschaft mit vermoorten Niederungen.

## Ringgenburg
Auf der Nordseite des Berges, auf einer Höhe von 718,1 m ü. NHN liegt die Ringgenburg, eine abgegangene Höhenburg, die um das Jahr 1200, vermutlich an der Stelle einer keltischen Fliehburg, von den Herren von Ringgenburg als deren Stammsitz erbaut wurde.

## Wanderwege
Über den Rinkenburg verläuft neben einigen von der Gemeinde Wilhelmsdorf ausgeschilderten Wanderwegen auch der vom Schwäbischen Albverein betreute „Schwäbische-Alb-Oberschwaben-Weg“ (HW 7); er führt von Lorch im Remstal kommend über Göppingen und Bad Saulgau bis nach Friedrichshafen.